# Генадий Саченюк
Генадий Ксенафонтович Саченюк (роден на 24 декември 1967 г., село Горностаевка, Херсонска област) е руски военен диригент и музикант. Ръководител – художествен ръководител на Академичния ансамбъл за песни и танци на Руската армия на името на А.В. Александров от 2017 г .
Изпълняващ длъжността художествен ръководител (2012 – 2013), художествен ръководител (2013 – 2016) на Академичния ансамбъл за песни и танци на Руската армия на името на А.В. Александрова. Заслужил артист на Руската федерация (2019), полковник.

## Биография
Генадий Ксенафонтович Саченюк е роден на 24 декември 1967 г. в село Горностаевка, Херсонска област, Украинска ССР. През 1986 г. завършва Херсонския държавен музикален колеж, клас по тромбон.
От 1986 до 1991 г. – курсант на Военно-диригентскуя факултет на Московската държавна консерватория „Чайковски“.
След дипломирането си служи във Военно-диригентския факултет на длъжности: военен диригент, ръководител на учебния оркестър, помощник-началник на учебния отдел и началник на лабораторията по технически средства за обучение (ръководител на звукозаписното студио).
От 29 декември 2000 г. служи в Академичния ансамбъл за песни и танци на Руската армия на името на А.В. Александрова: зам.-ръководител на ансамбъла (от 29 декември 2000), и. д. художествен ръководител (от 29 октомври 2012), художествен ръководител (от 13 септември 2013), зам.-ръководител на ансамбъла – художествен ръководител (от 7 юни 2016).
На 24 март 2017 г. със заповед на министъра на отбраната на Руската федерация е назначен за ръководител – художествен ръководител на Академичния ансамбъл за песни и танци на Руската армия на името на А.В. Александрова .
Той има значителен принос за възраждането на групата след смъртта на основната част от ансамбъла при самолетна катастрофа с Ту-154 над Черно море през декември 2016 г.
Автор на множество оркестрации и произведения за солисти, хор и ансамбъл за балет.

## Награди

### Военни
- Медал на ордена „За заслуги към Отечеството“ II степен
- Медал „За военна доблест“ II степен
- Медал „За укрепване на бойната общност“
- Медал „Участник във военната операция в Сирия“

### За граждански заслуги
- Заслужил артист на Руската федерация (13 септември 2019)
- Почетен работник на културата на Руската федерация (2003)
- Народен артист на Република Северна Осетия-Алания (2015)